# Classe Amiral Petre Bărbuneanu
La classe Amiral Petre Bărbuneanu (o Project Tetal I secondo la classificazione NATO) è una classe di corvette antisommergibili, composta da quattro unità entrate in servizio con la Marina militare romena a partire dal 1983.
Progettate e costruite negli anni 1980, le unità sono un prodotto della guerra fredda, equipaggiate con armi e sensori di origine sovietica; quattro unità furono messe in servizio entro il 1987, prima che il progetto venisse rivisto per includere l'aggiunta di un ponte di volo per elicotteri. Due unità sono state radiate dal servizio attivo nel 2004, mentre le altre due sono ancora in forza con la Marina romena.

## Caratteristiche

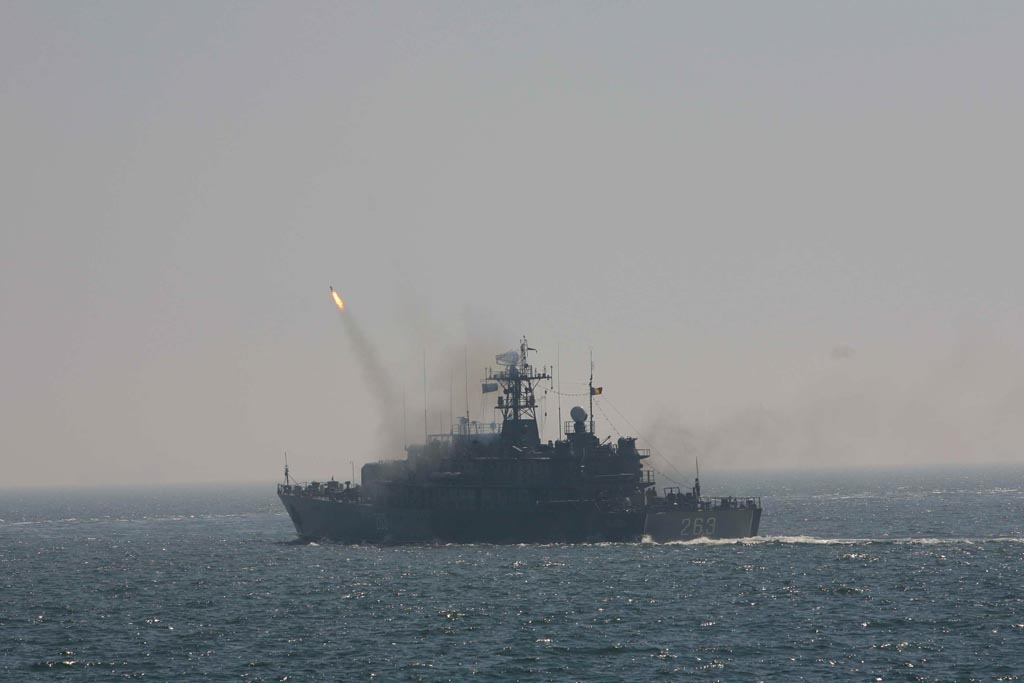
La Viceamiral Eugeniu Roșca fotografata nel 2008 mentre lancia un razzo anti-sommergibili

Il progetto delle Bărbuneanu si basa su quello delle fregate sovietiche della classe Koni, ma riadattato dai progettisti romeni per risultare in un'unità di dimensioni più contenute pur senza rinunciare al loro ruolo di unità anti-sommergibili; il progetto incorpora armi e apparati sensori di origine sovietica. Le unità hanno un dislocamento a pieno carico di 1140 tonnellate e misurano 92,4 metri in lunghezza fuori tutto, con una larghezza massima di 11,7 metri e un pescaggio di 3 metri. Le unità sono propulse da quattro motori diesel azionanti quattro eliche (due secondo altra fonte), per una potenza complessiva di 15000 cavalli vapore (13000 secondo altra fonte). La velocità massima si aggira sui 24 nodi.
L'armamento di artiglieria delle unità si basa su quattro cannoni da 76 mm AK-176 di epoca sovietica, montati in due torrette binate collocate a prua e poppa della sovrastruttura centrale; i pezzi hanno una gittata di 16 chilometri e un rateo di fuoco di 90 colpi al minuto. Per la difesa antiaerea e antimissile a corto raggio le unità dispongono di due impianti  CIWS binati di mitragliere da 30 mm AK-630, posizionati a poppa della sovrastruttura in posizione sopraelevata rispetto alla torre dei pezzi da 76 mm poppiera; queste armi hanno una gitta di quattro chilometri e un rateo di fuoco di più di 500 colpi al minuto. Le unità possono inoltre montare ai lati della sovrastruttura due mitragliatrici da 14,5 mm. Come armi anti-sommergibili le Bărbuneanu portano due impianti a 16 tubi di lanciarazzi RBU 2500 con una gittata di 2500 metri, collocati su una tuga alle spalle della torre di artiglieria prodiera; sempre in funzione anti-sommergibili sono portati anche due impianti binati di tubi lanciasiluri da 533 mm, montati sullo scafo lungo i due lati della torre di artiglieria poppiera, e armati con siluri Type 53 capaci di una gittata di 25 chilometri.
Come apparato sensori le Bărbuneanu sono equipaggiate con radar di ricerca aerea e di superficie MR-302 di epoca sovietica (nome in codice NATO "Strut Curve"), due radar di controllo del fuoco MR-104 Rys ("Drum Tilt") e MR-105 Turel ("Hawk Screech") e un impianto sonar a scafo Hercules MG-22; per la guerra elettronica le unità imbarcano due lanciatori PK 16 per chaff e un impianto di misure di supporto elettronico RW-23 ("Watch Dog"). Le unità hanno un equipaggio di 98 tra ufficiali, sottufficiali e marinai.

## Unità
Tutte le unità furono assemblate presso i cantieri navali Santierul 2 Mai di Mangalia in Romania; la capoclasse entrò in servizio nel 1983 e fu seguita da altre tre unità gemelle entro il 1987; in seguito la costruzione di altre unità venne interrotta e il progetto fu rivisto per incorporare un ponte di volo per elicotteri, dando quindi origine alle successive corvette classe Contra-Amiral Eustațiu Sebastian.
| Nome                              | Varo             | Entrata in servizio | Status                        |
| --------------------------------- | ---------------- | ------------------- | ----------------------------- |
| Amiral Petre Bărbuneanu (F 260)   | 23 maggio 1981   | 4 febbraio 1983     | in servizio attivo (al 2023)  |
| Viceamiral Vasile Scodrea (F 261) | 5 giugno 1982    | 3 gennaio 1984      | radiata dal servizio nel 2004 |
| Viceamiral Vasile Urseanu (F 262) | 9 settembre 1983 | 3 gennaio 1985      | radiata dal servizio nel 2004 |
| Viceamiral Eugeniu Roșca (F 263)  | 11 luglio 1985   | 23 aprile 1987      | in servizio attivo (al 2023)  |